# Thecla gigantea
Thecla gigantea är en fjärilsart som beskrevs av William Chapman Hewitson 1867. Thecla gigantea ingår i släktet Thecla och familjen juvelvingar. Inga underarter finns listade i Catalogue of Life.